# Emilius Bangert
 Der er for få eller ingen kildehenvisninger i denne artikel, hvilket er et problem. Du kan hjælpe ved at angive troværdige kilder til de påstande, som fremføres i artiklen.

Emilius Ferdinand Caspar Bangert (19. august 1883 i København – 19. august 1962 i Roskilde) var en dansk komponist, domkantor og professor.
Bangert var søn af fuldmægtig, senere kontorchef i Østifternes Kreditforening Conrad Gregers Bangert (1851-1922, gift 2. gang 1905 med Valborg Elise Hansen, 1868-1954) og Ida Josepha Andersen (1853–1904). Han blev student fra Borgerdydskolen i København 1902, og fra 1903-1918 var han assistent i Landbygningernes almindelige Brandforsikring. Samtidig var han privatelev i teori og komposition hos Carl Nielsen 1902-07 og fik klaverundervisning hos Henrik Knudsen og orgelundervisning hos Edgar Henrichsen og Eugène Gigout i Paris. I 1908 tog han organisteksamen, og fra 1915 var han organist ved forskellige kirker, senest Roskilde Domkirke til 1955. Han var orgellærer ved Det Kongelige Danske Musikkonservatorium fra 1925 og professor 1949-55. Fra 1912 var han musikanmelder ved det københavnske dagblad Hovedstaden. I 1913 fik han Det anckerske Legat og rejste på studietur til Tyskland og Italien. I årene 1908-09 dirigerede Bangert Akademisk Orkester.
I dag spilles hans musik næsten ikke, men i samtiden betragtedes han som en lovende komponist med stort potentiale. Det ser ud, som om han stort set ophørte med at komponere, da han blev organist. Til gengæld var han aktiv i foreningslivet og udgav, som man kan se nedenfor, flere bøger. Han var med i bestyrelsen for Edition Dania fra 1936 og Samfundet til udgivelse af dansk musik fra 1938. Desuden var han formand for Dansk kantor- og organistsamfund af 1905 fra 1934-1953. Som formand gjorde han et stort arbejde for at forbedre organisternes løn- og arbejdsvilkår.
Som ven af Carl Nielsen bidrog han flere gange til kompositioner, som Carl Nielsen havde fået bestillinger på enten ved renskrivning, instrumentation eller direkte som komponist. Det var en praksis, som Nielsen også inddrog bl.a. Henrik Knudsen, Julius Röntgen og Nancy Dalberg i. En af Nielsen sidste kompositioner, 29 Små Præludier for orgel eller Harmonium op. 51, blev skrevet på opfordring af Bangert, som I øvrigt uropførte Nielsens andet orgelværk, Commotio op. 58.
I sine år som underviser havde Bangert bl.a. Herman D. Koppel (musikteori og komposition) Leif Thybo (orgel) og Bernhard Lewkovitch som elever.
På initiativ af Bangert foretoges i 1926 en stor ombygning og udvidelse af Roskilde Domkirkes orgel. Den blev udført af orgelbyggerfirmaet Th. Frobenius & Co. efter planer udarbejdet af den schweitziske orgelsagkyndige Ernst Schiess, som var blevet tilknyttet projektet på Albert Schweitzers anbefaling. Albert Schweitzer og Bangert var venner og åndsfæller og havde det fælles mål at tilbageføre de gamle kirkeorgler til den enklere opbygning, de havde i 1700-tallet og nedprioritere de ændringer til orkester-imiterende mammutorgler, som var blevet indført i slutningen af 1800-tallet.
Han blev Ridder af Dannebrog 1929 og Ridder af 1. grad 1953.
Bangert blev gift 2. april 1909 i Helligåndskirken med Astrid Schack (29. januar 1889 i København – 22. maj 1963 i Hellerup), datter af premierløjtnant, senere kaptajn i marinen Carl Georg Schack (1855-1930) og Dagmar Fischer (1866-1898).
Han er begravet på Søllerød Kirkegård.

## Musik
- op. 1 Violinsonate i c-mol (1905)
- op. 2 Strygekvartet i D-dur (1906)
- op. 3 Symfoni i C-dur (1907)
- Willemoes (skuespil 1908 – sammen med Carl Nielsen)
- Kantate ved landsudstillingen i Århus 1909 (sammen med Carl Nielsen)
- op. 5 og 6 en række sange (1910)
- op. 7 Jeg vælger mig april (koncertouverture 1913)
- op. 8 Violinsonate i A-dur (1926)
- op. 9 Kantate ved KFUMs 50 Aars Fest (solo, mandskor & orkester)
- motetter til gudstjenestebrug (1929-30)

- kantater
- Jeg lægger mig i læet (sang)
- Nu rider vårens glade svend (sang)
- Pathan-Pigens Klage (sang med orkester)
- Vesterhavet (sang med orkester)
- Aandelige Sange: Jesus, Dødens Overvinder, Den klare Sol gaar ned og Op, I Kristne, ruster eder
- SAnge i Wikisource Arkiveret 10. marts 2010 hos  Wayback Machine

## Bøger af Bangert
- Dansk organist- og kantorsamfund af 1905 gennem 50 aar
- Dietrich Buxtehude: Klaver Værker, udgivet af Emilius Bangert